# Victor Christian Hjort
Victor Christian Hjort, född den 13 oktober 1765, död den 26 juli 1818, var en dansk kyrkoman, bror till Frederik Christian Hjort, far till Peder Hjort.
Hjort, tillträdde som biskop i Ribe 1811 och var en omtyckt predikant och psalmdiktare. 1790–1791 gav han ut den prisbelönta samlingen Aandelige Sange och hans psalmer finns representerade i danska evangeliska psalmböcker, bland andra Psalmebog for Kirke og Hjem. Han ivrade för skolväsendets främjande.

## Psalmer
- Evige Fader, som kjærlig regerer
- Med høj og festlig Jubelklang
- I dit Tempel møde vi